# Friedrich Ludwig Effinger
Friedrich Ludwig Effinger, né le 29 août 1795 probablement à Berne, et mort le 17 mars 1867 dans la même ville, est un homme politique suisse, il est le deuxième maire de Berne.

## Biographie
Friedrich Ludwig Effinger né le 29 août 1795 probablement à Berne, est le fils de Ludwig Friedrich, capitaine et président de la commission des constructions et des routes. Il étudie le droit à Berne, Berlin et Göttingen. En 1820 il travaille dans l'administration bernoise. Il épouse Catharina Julie Adelheid Jenner en 1822.

### Carrière politique
Il est membre du Grand Conseil du canton de Berne de 1824 à 1831 et premier secrétaire du Conseil secret de 1825 à 1829. Après la Régénération dans le canton de Berne, il est employé par la ville de Berne. Il est membre du Grand Conseil de Berne de 1831 à 1832 et vice-président du conseil en 1832, il redevient membre de 1850 à 1858. En 1833, il est président du comité des finances bourgeois.
En 1849, il est élu président municipal (maire) de Berne, succédant ainsi à Karl Zeerleder (en). Il est maire jusqu'en 1863. On l'appelait "l'architecte de la capitale fédérale", car c'est sous son mandat que commence la rénovation à grande échelle de la ville de Berne. Il se retire de la politique en 1858 et meurt le 17 mars 1867 à Berne.